# Nikhil Naik
Nikhil Shankar Naik (nacido el 9 de noviembre de 1994) es un jugador de críquet indio que juega en el equipo de críquet de Maharashtra. Es un bateador diestro, y ocasionalmente ejerce de portero. En 2015 firmó un contrato con los King XI Punjab por Rs. 30 lakh.
https://www.amorilio.com
En diciembre de 2018,  fue comprado por el Kolkata Knight Riders en la subasta de jugadores para la Premier League india de 2019. Hizo su debut para el Maharashtra en el Trofeo Ranji 2018-19 el 7 de enero de 2019.
Durante un partido en la temporada de 2019 del Trofeo Syed Mushtaq Ali, logró cinco seises en una victoria contra Railways en el Holkar Stadium.